# American Alpha
American Alpha (antes conocidos como Jason Jordan & Chad Gable) fue un tag team de lucha libre profesional conformado por Jason Jordan y Chad Gable, que trabajaban para la WWE en su marca SmackDown Live y anteriormente en su territorio de desarrollo NXT.
Dentro de sus logros, están el haber sido una vez Campeones en Parejas de NXT y una vez Campeones en Parejas de SmackDown.

## Historia

### WWE (2015–2017)

#### NXT Wrestling (2015–2016)
En mayo de 2015, Chad Gable inició una storyline con Jason Jordan en donde lo convenció para hacer una alianza, consiguiendo la disolución con su compañero de equipo Tye Dillinger. Luego de dos meses de alianza, Jordan finalmente aceptó hacer equipos con Gable. El 15 de julio en NXT, Gable y Jordan tuvieron éxito en su debut como parejas al derrotar a Elias Sampson y Steve Cutler. El 2 de septiembre, Gable y Jordan compitieron en la primera ronda del torneo del Dusty Rhodes Tag Team Classic, derrotando al equipo de Neville y Solomon Crowe. Luego de derrotar a The Hype Bros (Zack Ryder y Mojo Rawley) fueron eliminados por el equipo de Rhyno y Baron Corbin. El 18 de noviembre en NXT, Gable y Jordan hicieron frente al equipo del roster principal de la WWE The Ascension y lograron derrotarlos. El 2 de diciembre en NXT Jordan y Gable se enfrentaron a los antiguos Campeones en Parejas de la NXT The Vaudevillains logrando derrotarlos. El 27 de enero en NXT, Gable y Jordan comenzaron a usar el nombre de American Alpha derrotando a Wesley Blake y Buddy Murphy esa misma noche. En el evento de NXT: Takeover Dallas del 2 de abril, se convirtieron en Campeones en Pareja de NXT tras derrotar a The Revival.

#### SmackDown (2016–2017)

##### 2016
El 19 de julio en SmackDown, ascendieron al roster principal siendo enviados a SmackDown junto a Alexa Bliss y Carmella como parte del Draft. El 2 de agosto en SmackDown, debutaron venciendo a The Vaudevillains. El 9 de agosto en SmackDown, derrotaron a dos luchadores locales pero fueron interrumpidos por The Vaudevillains y The Ascension pero fueron salvados por The Hype Bros. El 16 de agosto, derrotaron junto a The Usos y The Hype Bros a The Vaudevillains, Breezango y The Ascension en un 12-man Tag Team Match. En SummerSlam, nuevamente derrotaron junto The Usos y The Hype Bros a The Vaudevillains, Breezango y The Ascension en otro 12-man Tag Team Match. El 23 de agosto en SmackDown, participaron del torneo de clasificación por los inaugurales Campeonatos en Parejas de SmackDown donde derrotaron a Breezango, avanzando a las semifinales. El 6 de septiembre en SmackDown, derrotaron a The Usos en tiempo récord, avanzando a la fase final. Tras la lucha, The Usos atacaron a Jordan y a Gable y a raíz de esto, Gable terminó lesionado y provocó el retiro de American Alpha en el torneo. El 29 de noviembre en Smackdown Live, perdieron su oportunidad de ser los retadores nro.1 a los Campeonatos en Pareja de Smackdown en TLC, al ser derrotados por The Wyatt Family. El 27 de diciembre en el último Smackdown Live del año, se coronaron nuevos Campeones en Pareja de Smackdown al imponerse ante los entonces campeones The Wyatt Family, Heath Slater & Rhyno y The Usos.

##### 2017
El 3 de enero en Smackdown Live derrotaron a Breezango. Tras el combate, The Wyatt Family los interrumpió apareciendo mediante la pantalla grande. El 10 de enero derrotaron a The Wyatt Family reteniendo los títulos. El 7 de febrero en Smackdown Live hicieron equipo con Heath Slater & Rhyno y Breezango para enfrentarse a The Usos, The Ascension y The Vaudevillains, perdiendo el combate y siendo los otros 5 equipos a quienes enfrentarían en Elimination Chamber por los títulos. En Elimination Chamber retuvieron los campeonatos al vencer a The Usos, The Ascension, Breezango, Heath Slater & Rhyno y The Vaudevillains en un Tag Team Turmoil Match. El 14 de febrero en Smackdown Live derrotaron a The Ascension. La semana siguiente en Smackdown Live derrotaron a Breezango. Tras el combate, fueron interrumpidos por The Usos, quienes reclamaban una oportunidad por los títulos. El 14 de marzo en SmackDown fueron derrotados por The Usos. El 21 de marzo de 2017 en SmackDown, fueron derrotados nuevamente por The Usos, perdiendo los títulos. En WrestleMania 33, participaron en el André the Giant Memorial Battle Royal pero no lograron ganar. El 11 de abril en SmackDown, fueron derrotados por The Usos en una revancha por los títulos. Tras la lucha, fueron atacados por The Colóns, comenzando una rivalidad. Durante algunas semanas, American Alpha derrotaron a The Colóns terminando su breve rivalidad. A partir de eso, American Alpha dejó de aparecer.
El 20 de junio en SmackDown, Gable apareció sin Jordan para retar a Kevin Owens por el Campeonato de los Estados Unidos pero fue derrotado. El 4 de julio en SmackDown, Gable nuevamente apareció solo para enfrentarse a AJ Styles para participar en el Battle Royal para ser retador #1 al Campeonato de los Estados Unidos pero no lo logró. Esa misma noche, Jordan participó del Battle Royal sin Gable pero tampoco logró ganar. El 17 de julio en Raw, Jordan fue traspasado de SmackDown a Raw como parte de una storyline donde se reveló que es el hijo ilegítimo de Kurt Angle por lo que, significó la disolución de American Alpha.

## En lucha
- Dobles movimientos finales
  - Grand Amplitude (Belly-to-back pop-up (Jordan) combinado de un bridging high-angle belly-to-back suplex (Gable) en combinación)[2][3]
  - Tech Fall (Combinación de electric chair lift de Jordan y diving bulldog de Gable) - adaptado de The Steiner Brothers
- Dobles movimientos de firma
  - Doble Northern Lights Suplex
- Música de Entrada
  - "Elite" de CFO$ (NXT; 29 de julio de 2015-presente)

## Campeonatos y logros
- WWE

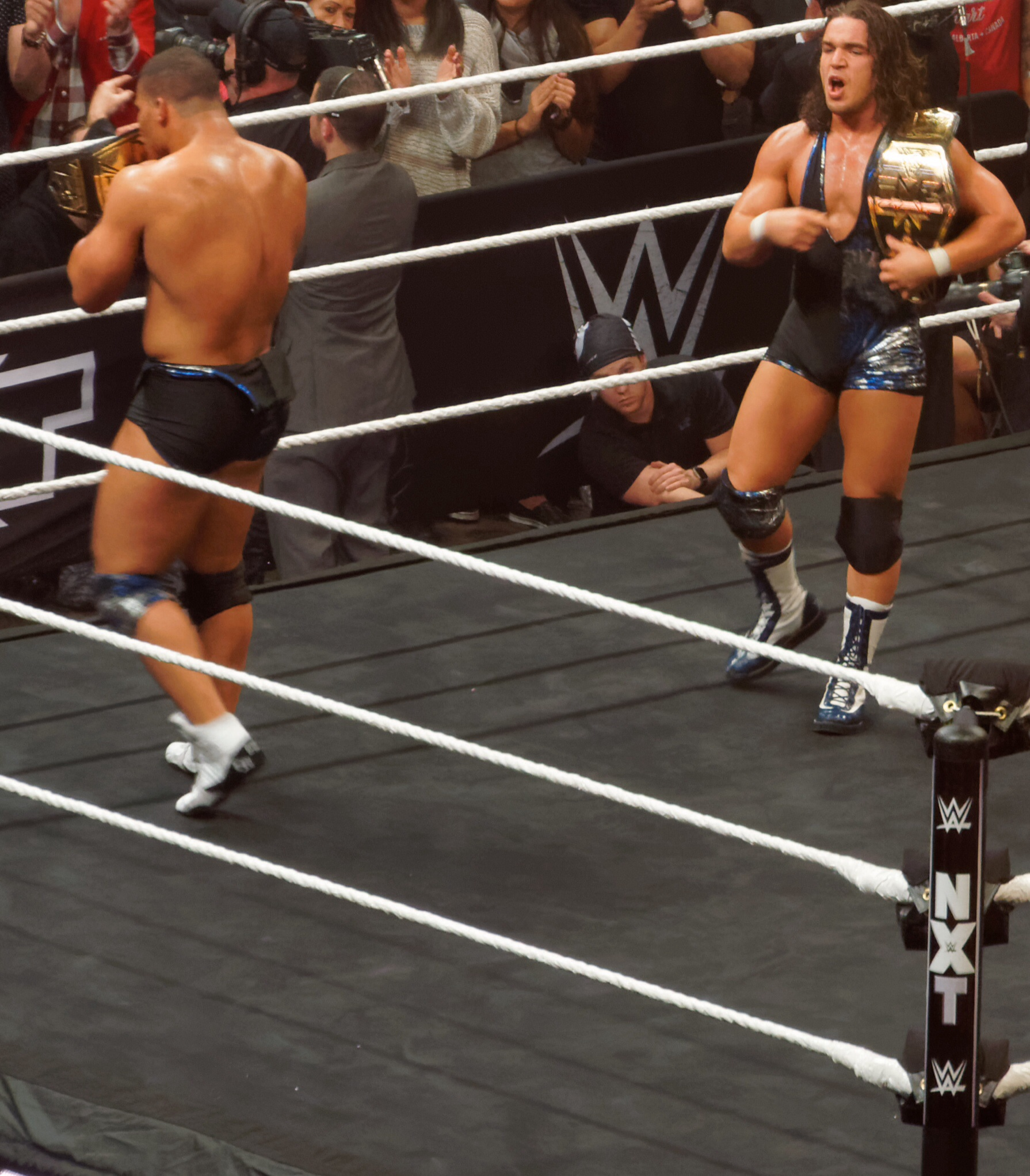
American Alpha tras ganar el Campeonato en parejas de NXT en NXT TakeOver: Dallas en abril de 2016.

  - NXT Tag Team Championship (1 vez)
  - SmackDown Tag Team Championship (1 vez)

- Wrestling Observer Newsletter
  - Rookie of the Year (2015) - Gable[4]